# Pottsiscalisetosus praelongus
Pottsiscalisetosus praelongus är en ringmaskart som först beskrevs av Marenzeller 1902.  Pottsiscalisetosus praelongus ingår i släktet Pottsiscalisetosus och familjen Polynoidae. Inga underarter finns listade i Catalogue of Life.